# L'Ospitalet
L'Ospitalet (L'Espitalet en occità i L'Hospitalet-près-l'Andorre oficialment i en francès) és un municipi francès de la regió d'Occitània, al departament de l'Arieja. Limita a l'oest amb Andorra (parròquia de Canillo); i al sud, amb la Cerdanya (pel port de Pimorent). La seva ubicació és molt propera al pas fronterer del Pas de la Casa —entre la parròquia d'Encamp, a Andorra, i la comuna de Porta, a la Catalunya del Nord (departament francès dels Pirineus Orientals).
Històricament, es pot englobar en la comarca del Sabartès, és a dir, l'alta vall del riu Arieja o d'Acs, dins la regió occitana del país de Foix.